# Fiat 600

Fiat 600 (it.: seicento) je avtomobil, ki ga je v letih od 1955 do 1969 izdeloval italijanski proizvajalec Fiat.

## Zgodovina
Dante Giacosa je zasnoval koncept malega avtomobila, ki bi za razliko od modela Fiat 500 Topolino omogočal udoben prevoz štirih potnikov. Model Fiat 600 so prvič predstavili na avtomobilskem salonu 9. marca  1955 v Ženevi, kot povojni italijanski »ekonomski čudež«. Bil je med prvimi enoprostorskimi mestnimi avtomobili z motorjem zadaj na svetu, hkrati pa osnova za jugoslovansko Zastavo 750 oz. »Fička«.
Fiat 600 je bil tudi osnova za avtomobil Fiat Nuova 500 »novi Fiat 500«, ki je iz proizvodnih linij prišel dve leti kasneje, ta je bil celo manjši, z dolžino samo 2,97 m in je v veliki meri oblikovno kopiral »večjega brata«. 
Kasneje so v Fiatu na podaljšanem podvozju zasnovali šestsedežno različico Fiat 600 Multipla ter mali dostavni kombi Fiat 600T (Zastava 430K).
Model Fiat 600 je nasledil večji model Fiat 850 (začetek proizvodnje 1965).